# Yirgou
Yirgou, également appelé Yirougou, est une localité située dans le département de Barsalogho de la province du Sanmatenga dans la région Centre-Nord au Burkina Faso. Le village a été le lieu en 2019 d'un important massacre de populations civiles dans le contexte de l'insurrection djihadiste au Burkina Faso et des représailles consécutives.

## Géographie
Situé au nord du département, Yirgou se trouve à 5 km à l'ouest de Foubé et à environ 60 km au nord de Barsalogho, le chef-lieu du département, et à environ 45 km au sud-ouest d'Arbinda, dans la région voisine du Sahel.

## Histoire
Dans la nuit du 31 décembre 2018 au 1er janvier 2019, une première attaque est menée dans le village,. Des groupes armés terroristes arrivent sur motocyclettes en tirant des coups de feu en l'air et abattent six personnes, dont le chef du village, son fils, et ses frères,,,,. Les assaillants se replient ensuite vers la province de Soum, au Nord.
Ces tueries sont alors rapidement suivies de représailles de la part de membres de la milice rurale d'auto-défense des Koglwéogo appartenant à la communauté des Mossis, l'ethnie majoritaire au Burkina Faso, qui font quatre morts civils dans le village et d'importants dégâts matériels. Ces derniers s'en prennent aussitôt aux éleveurs peuls, accusés de complicité avec les djihadistes,,. Les violences se poursuivent encore le 2 janvier,.

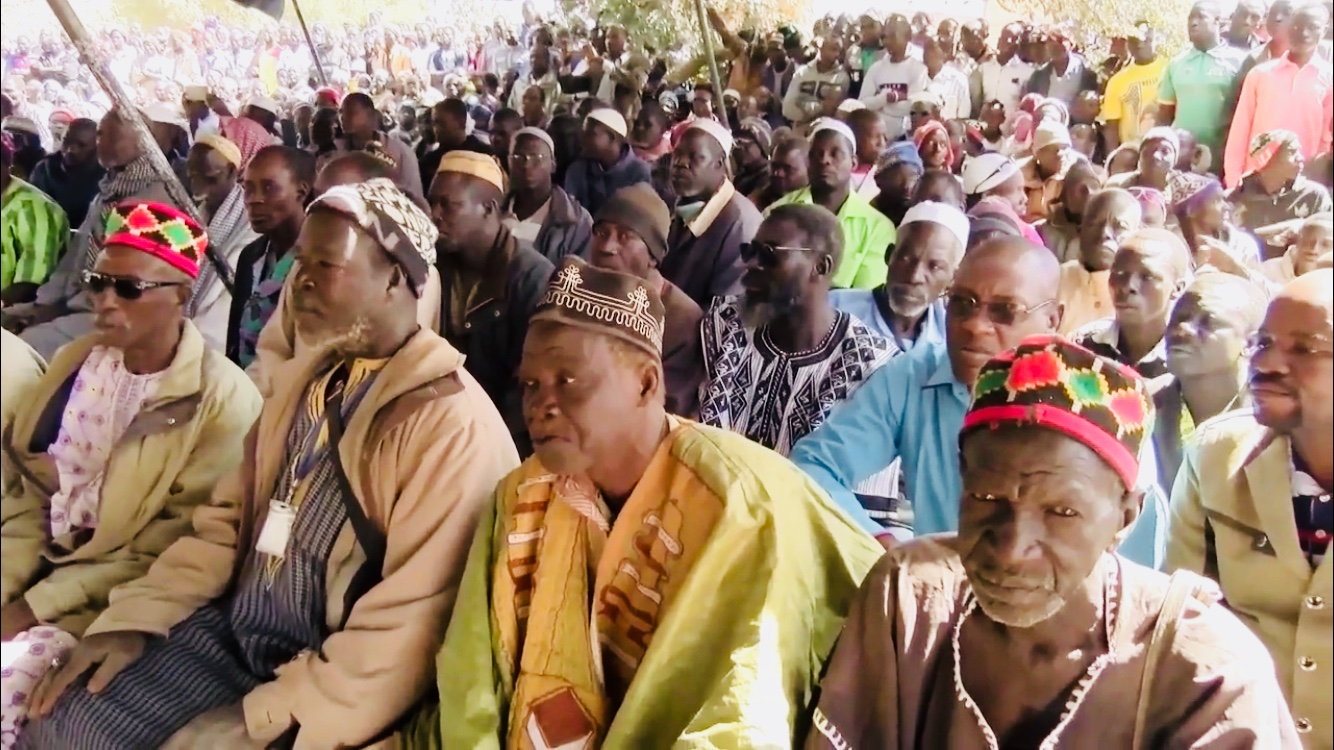
Personnalités de Yirgou lors de l'allocution du président Roch Kaboré en visite dans le village le 6 janvier 2019.

Le 5 janvier, le président Roch Marc Christian Kaboré rend visite aux rescapés de Yirgou et au campement peulh de Bangrin, appelant à l'arrêt des violences intercommunautaires et à la lutte contre le terrorisme, « le pire ennemi » du pays selon lui. Le 9 février, le Dima Sonré de Boussouma, la plus haute autorité coutumière de la région, fait de même en organisant des réunions de réconciliation et de pardon intercommunautaire et interconfessionnelle dans les camps de réfugiés de Barsalogho et de Foubé en compagnie du président de la Communauté musulmane du Burkina Faso, El Hadj Abdoul-Rasmané Sana, du président de la Fédération des églises et missions évangéliques (FEME), le pasteur Dieudonné Sawadogo et du cardinal Philippe Ouédraogo pour l'église catholique, tous les quatre étant originaires de la région Centre-Nord.
Dans les jours qui suivent, le bilan est régulièrement revu à la hausse et passe à 49 tués selon les autorités burkinabè,. Cependant, selon le Collectif contre l'impunité et la stigmatisation des communautés (CISC) le bilan total réel s'élèverait à 210 morts dans l'ensemble du secteur, dont douze morts à Yirgou même. Ces exactions entraînent l'exode massif au premier semestre 2019 des villageois de Yirgou, et de l'ensemble du secteur, vers les camps de déplacés internes de Foubé mais également de Barsalogho et de Kaya,,,.

## Économie
L'écoomie de Yirgou est principalement agro-pastorale, avec traditionnellement l'agriculture pratiquée par l'ethnie Mossi – grâce à l'irrigation permise par le régime intermittent de la rivière voisine –, et l'élevage par la communauté Peulh.

## Éducation et santé
Le centre de soins le plus proche de Yirgou est le centre de santé et de promotion sociale (CSPS) de Foubé tandis que le centre médical avec antenne chirurgicale (CMA) se trouve à Barsalogho et le centre hospitalier régional (CHR) à Kaya.
Le village possède une école primaire publique.